# Ludzie bez skrzydeł
Ludzie bez skrzydeł (czes. Muzi bez krídel) – czechosłowacki dramat filmowy z 1946 roku w reżyserii Františka Čápa, nakręcony na podstawie scenariusza Bohumila Štěpánka. W 1946 film został nagrodzony Złotą Palmą na MFF w Cannes w kategorii Najlepszy Film.